# Província de Panamà Oest
Panamà Oest (Panamá Oeste en espanyol) és una de les deu províncies de Panamà, creada el 1r. de gener de 2014 a partir de territoris segregats de la província de Panamà situats a l'oest del canal de Panamà. Està conformat per 5 districtes: Arraiján, Capira, Chame, La Chorrera i San Carlos. La seva capital és La Chorrera. Limita al nord amb la província de Colón, al sud amb l'oceà Pacífic; a l'est amb la província de Panamà i a l'oest amb la província de Coclé.

## Història
La província de Panamà Oest va ser creada mitjançant la Llei 119 del 30 de desembre de 2013, la qual va convertir l'antiga regió de la província de Panamà en una nova província, la província de Panamà Oest va començar a funcionar formalment l'1 de gener de 2014.
Per a l'establiment dels símbols representatius de la província, en 2015, es va dur a terme un estudi per part d'una comissió tècnica, i per mitjà d'un concurs, es va escollir el disseny d'Olivares Becerra oriünd, per a la bandera de la nova província, i al seu torn, també es va escollir el disseny de David Isai Tiffer Rangel, per a l'escut de la nova província. La bandería estaria composta pels colors verd, groc i blanc, acompanyats de 5 estels que representen als 5 districtes de la província, l'escut estaria compost de quatre quadrants, el qual al seu centre portaria el lema “Treballar junts pel progrés”. Tots dos símbols van ser finalment presentats pel governador de la província de Panamà Oest d'aquest llavors, Javier Herrera.

### Llistat de Governadors
- Javier Herrera (2014 - 2019)[3]
- Nora Escala (2019 - 2020)
- Sindy Smith (2020 - Present)[4]

## Geografia

### Aspecte físic

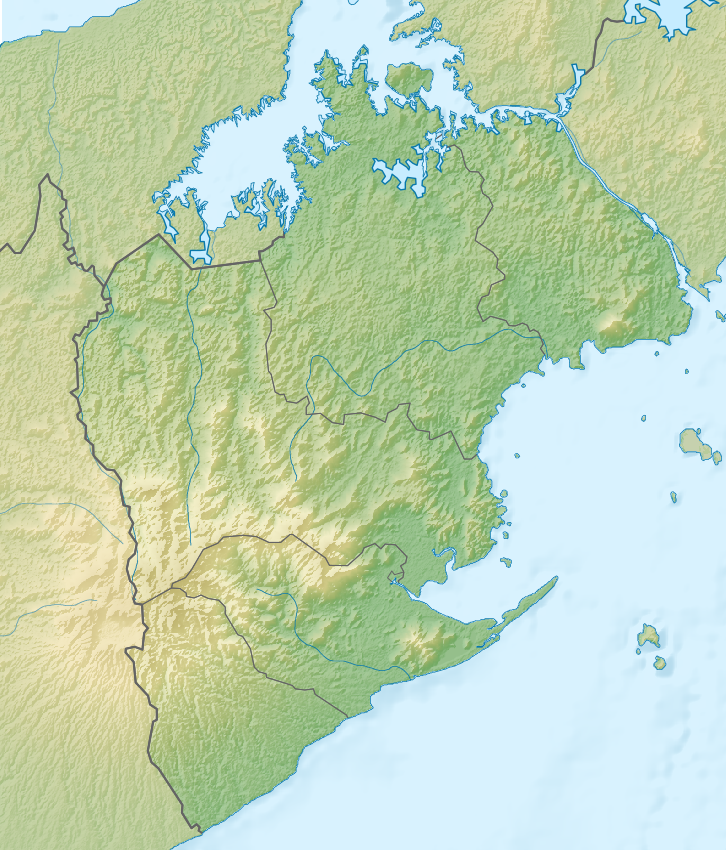
Mapa físic de Panamà Oest.

La província de Panamà Oest està situada en la costa de l'oceà Pacífic, al costat occidental del canal de Panamà. La màxima altitud és el Turó Trinidad (1.300 msnm).

### Àrees protegides
Panamà Oest té una àrea protegida, el parc nacional Alts de Campana.
El parc nacional Altos de Campana (Alts de Campana en català) es troba en el districte de Capira i compta amb una superfície de 4.925 hectàrees. Campana va ser fundat en 1966 com el primer parc nacional de Panamà.

## Organització administrativa
La província de Panamà Oest està dividida en cinc districtes que al seu torn estan dividits en corregimientos:
| Districtes  | Corregimientos | Capçalera de districte |
| ----------- | --- | ---------------------- |
| Arraiján    | Arraiján, Burunga, Cerro Silvestre, Juan Demóstenes Arosemena, Nuevo Emperador, Santa Clara, Veracruz, Vista Alegre                                                                                  | Arraiján               |
| Capira      | Capira, Caimito, Campana, Cermeño, Cirí de los Sotos, Cirí Grande, El Cacao, La Trinidad, Las Ollas Arriba, Lídice, Villa Carmen, Villa Rosario, Santa Rosa                                          | Capira                 |
| Chame       | Chame, Bejuco, Buenos Aires, Cabuya, Chicá, El Líbano, Las Lajas, Nueva Gorgona, Punta Chame, Sajalices i Sorá                                                                                       | Chame                  |
| La Chorrera | Barrio Balboa, Barrio Colón, Amador, Arosemena, El Arado, El Coco, Feuillet, Guadalupe, Herrera, Hurtado, Iturralde, La Represa, Los Díaz, Mendoza, Obaldía, Playa Leona, Puerto Caimito, Santa Rita | Barrio Balboa          |
| San Carlos  | San Carlos, El Espino, El Higo, Guayabito, La Ermita, La Laguna, Las Uvas, Los Llanitos, San José | San Carlos             |

## Demografia
D'acord amb la Contraloría General de la República, en 1990, Arraiján tenia 61.849 habitants, 20 anys després, la mateixa s'havia incrementat a 220.779; La Chorrera va registrar, en 1990, un total de 89.780 residents, i en 2010 la xifra va créixer a 161.470; Capira tenia 28.303 habitants, la qual va augmentar en 10.300 dues dècades després. Per la seva banda, Chame tenia una població, en 1990, de 15.152 residents, i en 2010 es van empadronar en aquest districte 24.471 persones, mentre que en Sant Carlos van ser censats 12.443 habitants en 1990, xifra que en 2010 va pujar a 18.920. La població general en els cinc districtes de l'oest des de 1990 fins a 2010 va augmentar de 207.527 en 1990 a 464.038 habitants, xifra que segons la mateixa Contraloría, actualment, és de 510.489 habitants.

## Economia
L'agricultura, la ramaderia i la pesca són les activitats primàries més importants a la província. Addicionalment, en les localitats de Veracruz, Puerto Caimito i Vacamonte, on se situa un port, hi ha gran activitat pesquera. En La Chorrera, té una indústria ben desenvolupada, enfocada en la producció de pinya.

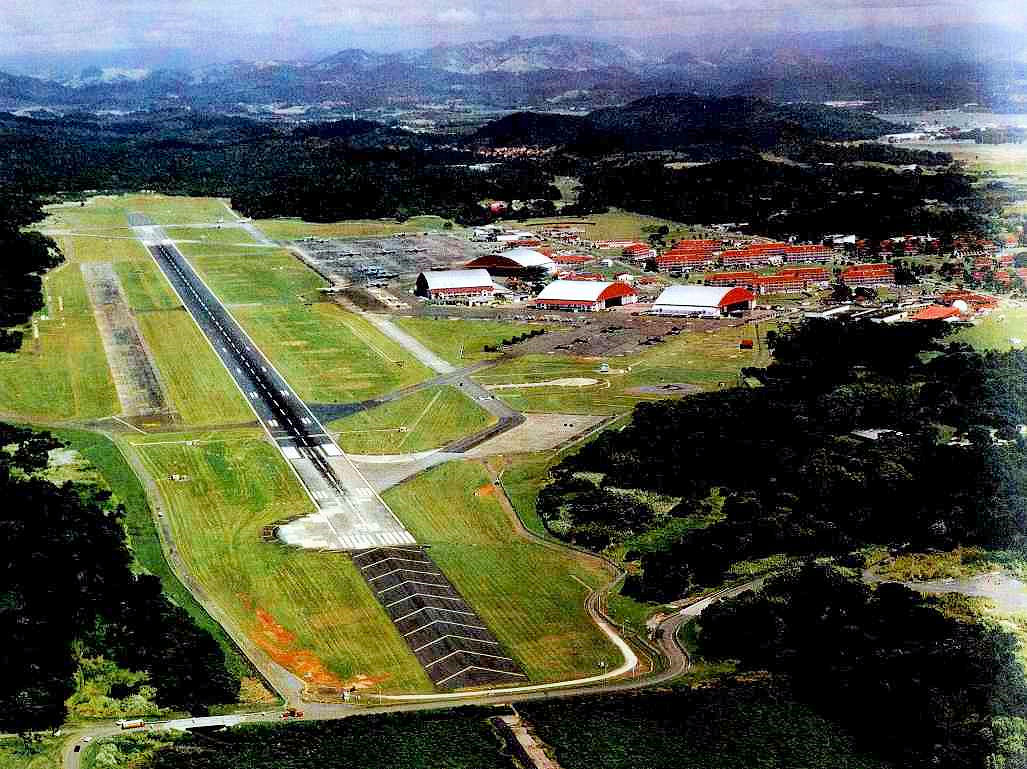
Aeroport Internacional Panamà Pacífic.

En Arraiján se situen la Zona Marítima de Petroli i la Zona Lliure d'Howard (Panamà Pacífic) que és un important pol industrial i comercial internacional, aquesta zona també compta amb un l'Aeroport Internacional Panamà Pacífic. Addicionalment, les localitats de Arraiján, Vista Alegre, La Chorrera i Capira han tingut un auge econòmic amb l'obertura de centres comercials, supermercats, magatzems, restaurants i bancs, que responen al creixement demogràfic d'aquestes localitats com a ciutats dormitori de la capital.
A Veracruz, Chame i San Carlos es desenvolupa la indústria turística, amb diversos hotels de platja. En Capira i Chame, es desenvolupa el turisme ecològic, sobretot a les zones muntanyenques del parc nacional Campana.

## Esports

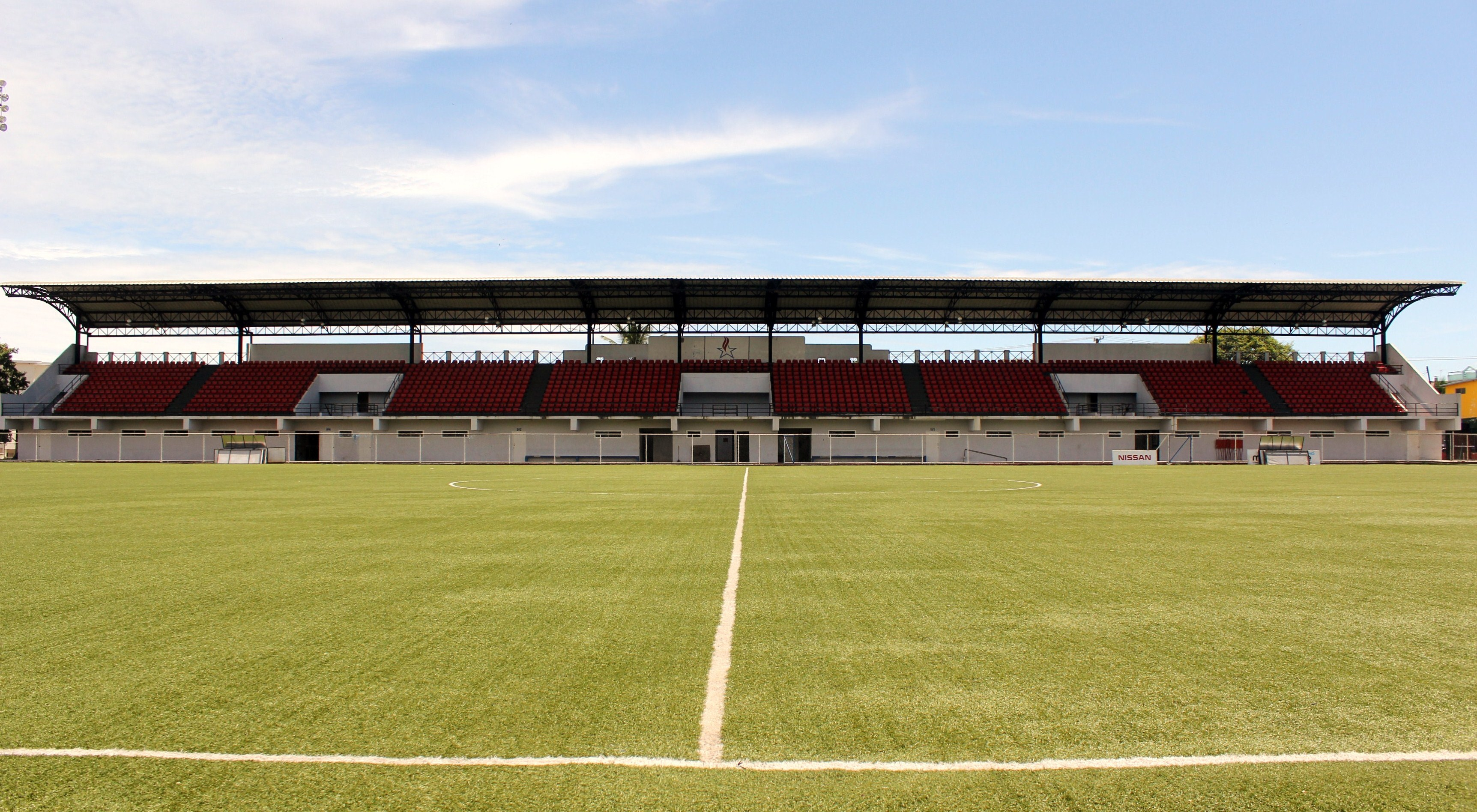
Estadi Agustín Muquita Sánchez, localitzat en el corregimiento de Barri Colón, Districte de la Chorrera.

A la província es practiquen tot tipus d'esports, especialment el beisbol i el futbol, sent els Vaquers de Panamà Oest (Vaqueros de Panamá Oeste en castellà) l'equip representatiu de la província en el torneig nacional de beisbol que es realitza cada any, també compta amb una franquícia de Beisbol professional anomenada els Braus de Panamà Oest, que juguen en la Lliga Professional de Beisbol de Panamà (PROBEIS) i compta amb diversos equips de futbol com el San Francisco Futbol Club i el Club Atlètic Independent del (Districte de la Chorrera), la Societat Esportiva Panamà Oest i l'extint Santa Gema FC del (Districte de Arraiján), etc., que representen als districtes de la província en els diferents lligues i copes nacionals.
També ha tingut bona inclinació recentment el Flag Football, que compta amb la seva pròpia lliga a la província.
Addicionalment es compta amb un Autódromo, denominat "Circuit Internacional", en el Trapichito de la Chorrera, es troba en la seva fase 3 de construcció, que espara convertir-se en una pista de carreres amb tots els estàndards, per poder albergar carreres internacionals, atraient més turisme per a la província.
El llaç i marrades són comunes a la regió, per la qual cosa també hi ha diferents tornejos, deixant una bona representació.

## Cultura
Panamà Oest és coneguda per diverses atraccions en els seus districtes com el són els carnestoltes i certes tradicions que es realitzen en cadascun d'ells:
1. La confecció de ninots d'any vell, que són exhibits al llarg de la riba de la carretera Interamericana, per a delit de propis i estranys.
2. La celebració del Corpus Christi i la dansa del gran diable de la Chorrera, així com les festes del patró de cada districte.
3. Els famosos locals com el Chichemito, Formatges Chela i Formatges Mili, llocs on es cuinen les diferents plats típics de la província i del país, parades predilectes pels quals fan el viatge a l'interior del país.
4. Festival de la Cumbia Chorrerana, Fira de la Pinya, Fira de les Flors, en Chame, i la famosa Fira Internacional de la Chorrera.

## Universitats
Totes situades en el districte de la Chorrera:
- Universitat de Panamà extensió Regional Oest.
- Universitat Tecnològica extensió Panamà Oest.
- Universitat Interamericana de Panamà (UIP).
- Universitat de l'Istme (U de l'Istme).
- Universitat Americana (UAM).
- Universitat Metropolitana d'Educació, Ciències, Lletres i Tecnologia (UMECIT).

Situades en el districte de Arraiján:
- Universitat del Carib (U del Carib).